# U2-3 Tour
Tournées par U2
11 O'Clock Tick Tock Tour 
 (1980)
Le U2-3 Tour était une tournée de concerts du groupe de rock irlandais U2 qui a eu lieu en 1979 et 1980 pour soutenir le premier EP, Three, sorti en septembre 1979.

## Tour dates
| Date              | Ville            | Pays             | Lieu                        |
| Étape 1 : Europe  | Étape 1 : Europe | Étape 1 : Europe | Étape 1 : Europe            |
| ----------------- | ---------------- | ---------------- | --------------------------- |
| 1er décembre 1979 | Londres          | Angleterre       | Moonlight Club              |
| 2 décembre 1979   | Londres          | Angleterre       | Nashville Rooms             |
| 3 décembre 1979   | Clapham          | Angleterre       | 101 Club                    |
| 4 décembre 1979   | Londres          | Angleterre       | Hope & Anchor               |
| 5 décembre 1979   | Covent Garden    | Angleterre       | Rock Garden                 |
| 7 décembre 1979   | Camden           | Angleterre       | Electric Ballroom           |
| 8 décembre 1979   | Camden           | Angleterre       | Electric Ballroom           |
| 10 décembre 1979  | Londres          | Angleterre       | Moonlight Club              |
| 11 décembre 1979  | Londres          | Angleterre       | Bridge House                |
| 12 décembre 1979  | Londres          | Angleterre       | Brunel University           |
| 14 décembre 1979  | Camden           | Angleterre       | Dingwalls                   |
| 15 décembre 1979  | Londres          | Angleterre       | Windsor Castle              |
| 23 décembre 1979  | Dublin           | Irlande          | Parking du Dandelion Market |
| 5 janvier 1980    | Dublin           | Irlande          | RTÉ Television Centre       |
| 1er février 1980  | Belfast          | Irlande du Nord  | Queen's University          |
| 2 février 1980    | Galway           | Irlande          | Seapoint Ballroom           |
| 3 février 1980    | Londres          | Angleterre       | Bridge House                |
| 4 février 1980    | Cork             | Irlande          | Country Club                |
| 18 février 1980   | Sligo            | Irlande          | Blue Lagoon                 |
| 26 février 1980   | Dublin           | Irlande          | National Stadium            |
| 2 mars 1980       | Tullamore        | Irlande          | Garden Of Eden              |
| 19 mars 1980      | Notting Hill     | Angleterre       | Acklam Hall                 |
| 10 mai 1980       | Ballina          | Irlande          | Town Hall Theatre           |
| 11 mai 1980       | Tullamore        | Irlande          | Garden Of Eden              |
| 12 mai 1980       | Sligo            | Irlande          | Blue Lagoon                 |